# 華尾ス太郎
華尾 ス太郎（はなお スたろう）は、日本の漫画家、イラストレーター。この他にモバイルサイト「Handyコミック」で作品配信。

## 受賞歴
- 講談社　Michao!　コロッセオⅤ キャラクターイラスト部門　銅賞

## 主な作品

### 連載
- BLOODY MAIDEN 〜十三鬼の島〜（『月刊ドラゴンエイジ』、原作：タイダ菊彦）
- 対魔導学園35試験小隊（『月刊ドラゴンエイジ』、原作：柳実冬貴）
- ROBOTICS;NOTES 瀬乃宮みさ希の未発表手記（『電撃マオウ』、原作：5pb.、ストーリー原案：海法紀光）
- 地方騎士ハンスの受難（『アルファポリス-電網浮遊都市-』、原作：アマラ）
- トリニティセブン レヴィ忍伝（『月刊ドラゴンエイジ』、原作：サイトウケンジ、キャラクター原案：奈央晃徳）
- ウエポンギーク（『月刊ドラゴンエイジ』、原作：岡田伸一）
- 愛され王子の異世界ほのぼの生活（『アルファポリス公式Web漫画』、原作：霜月雹花）
- スキル【再生】と【破壊】から始まる最強冒険者ライフ〜ごみ拾いと追放されたけど規格外の力で成り上がる!〜（『comicグラスト』、原作：シンギョウガク）
- 工芸職人《クラフトマン》はセカンドライフを謳歌する（『アルファポリス公式Web漫画』、原作：鈴木竜一）

### イラスト
- カメ探偵K（『メディアワークス文庫』、原作：北野勇作）- 表紙
- キャバナイト（株式会社リオンシア） - キャラクター3名イラスト
- デジカメ少女百景（一迅社）- イラスト1枚
- 萌えろ美少女甲子園☆オンライン（株式会社未来少年） - イラスト
- pixiv girls collection -制服少女-（pixiv・コミックマーケット85にて販売）- イラスト